# NGC 3599
NGC 3699 is een lensvormig sterrenstelsel in het sterrenbeeld Leeuw. Het hemelobject werd op 14 maart 1784 ontdekt door de Duits-Britse astronoom William Herschel.

## Synoniemen
- UGC 6281
- MCG 3-29-15
- ZWG 96.15
- PGC 34326